# Marianopoli
Marianopoli (tiếng Sicilia: Paisi di li Manchi) là một đô thị ở tỉnh Caltanissetta ở vùng Sicilia, có vị trí cách khoảng 80 km về phía đông nam của Palermo và khoảng 20 km northvề phía tây của Caltanissetta.
Marianopoli giáp các đô thị: Caltanissetta, Mussomeli, Petralia Sottana, Villalba.